# Killing Me Softly - Uccidimi dolcemente
Killing Me Softly - Uccidimi dolcemente (Killing Me Softly) è un film del 2002 diretto da Chen Kaige.
La pellicola, girata principalmente a Londra ed a Cumbria e costata 25 milioni di dollari, è basata sul racconto omonimo di Nicci Gerrard e Sean French ed uscì nelle sale cinematografiche il 25 marzo del 2003, nonostante le riprese fossero iniziate il 29 ottobre del 2000, ben due anni e mezzo prima. La distribuzione nel mondo venne affidata alla Metro-Goldwyn-Mayer.
È la prima pellicola diretta da Chen Kaige con dialoghi completamente in lingua inglese

## Trama
Alice è una ragazza americana che lavora come designer di CD-Rom e Siti web a Londra. Ha una relazione con Jake, ragazzo educato ed intelligente, tuttavia noioso e poco estroverso. Un giorno, ferma davanti al semaforo, il suo sguardo si incrocia con quello del misterioso Adam Tallis e tra i due scoppia la passione.
Alice lo segue nel suo appartamento ed i due hanno un rapporto sessuale violento e voluttuoso. Tra di loro inizia una particolare relazione sessuale in cui lei è completamente sottomessa ad Adam: la sua dipendenza fisica e psicologica dal ragazzo è talmente elevata che Alice decide di sposarlo su due piedi.
Dopo il matrimonio, lei si rende conto di aver sposato un uomo di cui non sa praticamente nulla, a parte che è uno scalatore d'alta quota molto conosciuto e apprezzato e che ha avuto un passato sentimentale turbolento. Anche il comportamento della cognata Deborah, eccessivamente gentile e zelante, non la rassicura. 
Nel frattempo, attraverso una serie di indizi, scoperti a volte per caso e a volte indicati da lettere con inquietanti messaggi, comincia a credere che Adam abbia potuto far del male alle sue precedenti fidanzate. Alla fine, però, Alice scopre che l'assassina è la sorella di Adam, Deborah, che ha una attrazione morbosa per il fratello. Deborah cercherà di uccidere anche Alice, che si salva grazie all'intervento di Adam. La sorella di scaglia contro suo fratello, ma Alice le spara per salvarlo. A questo punto però le strade dei due si separano, essendo ormai venuta meno tra loro la fiducia, anche se la passione rimarrà intatta.